# Entrée (cuisine)
Pour les articles homonymes, voir Entrée.
En cuisine, l'entrée est le plat qui précède le rôt (plat de résistance du repas).
C'est le premier service dans un repas de type occidental spécifique de l'Europe et de l'Amérique du Sud.
En Amérique du Nord, ce terme français continue toutefois d'être utilisé dans le sens de plat principal qui reste proche du sens qu'il avait à l'origine en français, où il désignait depuis la fin du Moyen Âge et le début de la Renaissance le premier de plusieurs plats de viande. En Amérique du Nord l'entrée moderne française s'appelle starter ou appetizer.
En certains lieux (notamment à Limoges), la consommation d'entrée est socialement réprouvée[réf. nécessaire].

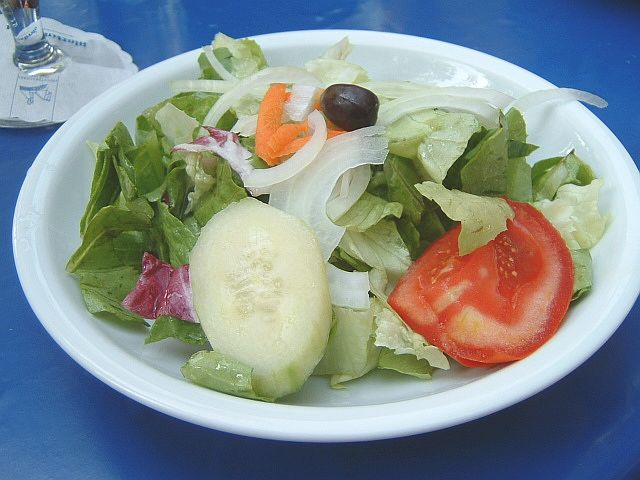
Une salade telle que celle-ci peut constituer une entrée.
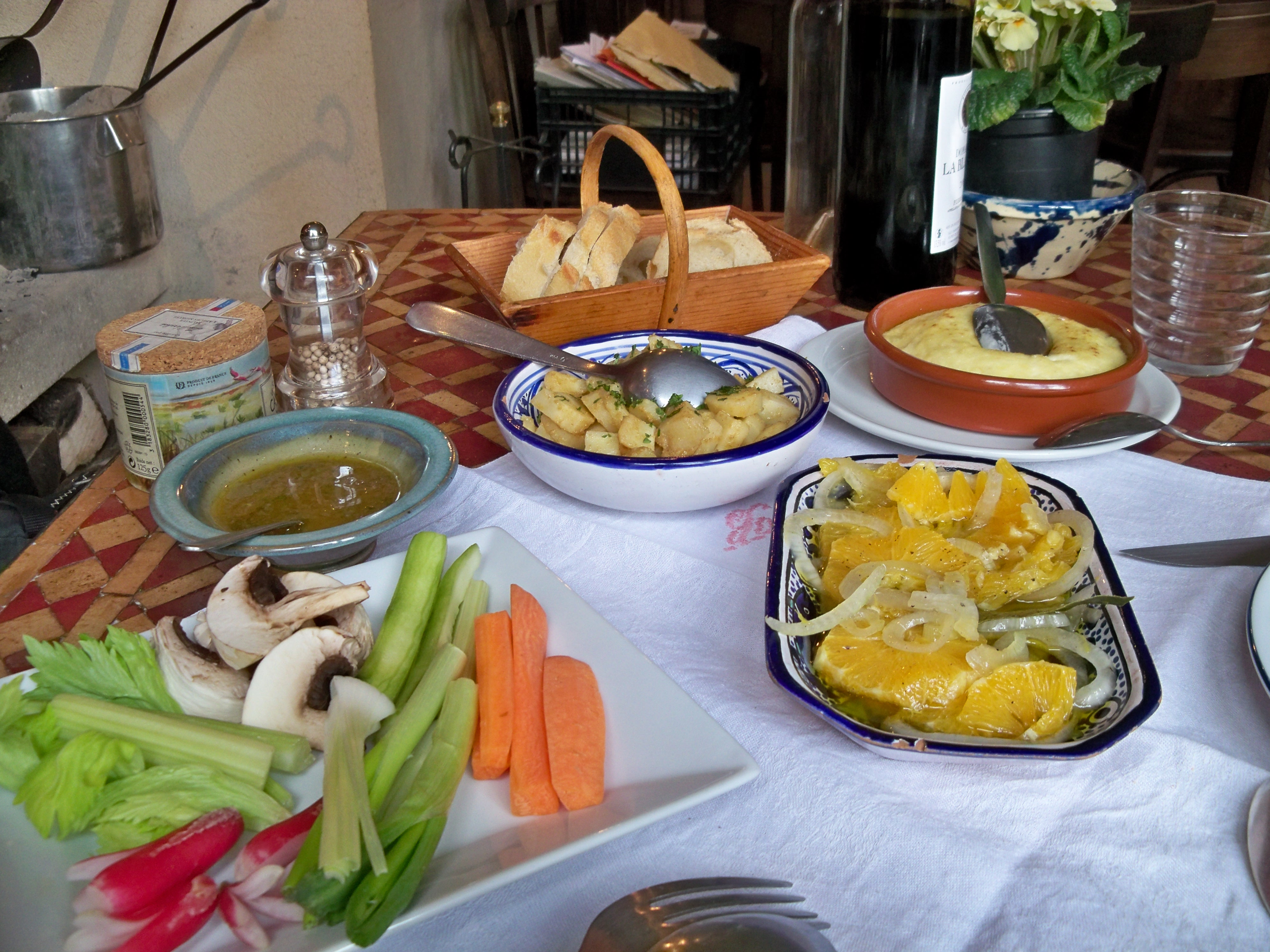
Choix d'entrées dans un bistrot de pays.
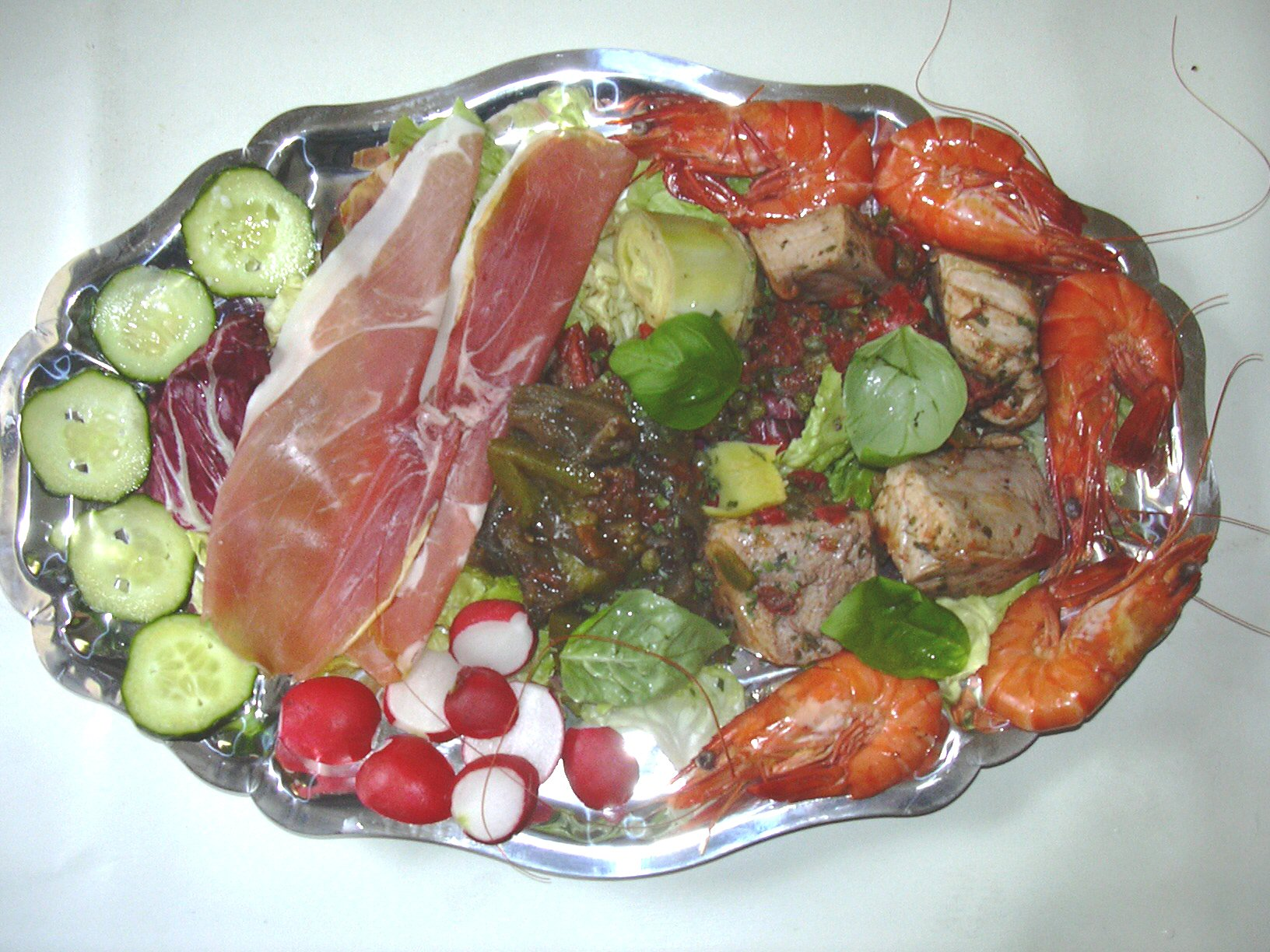
Antipasto italien.
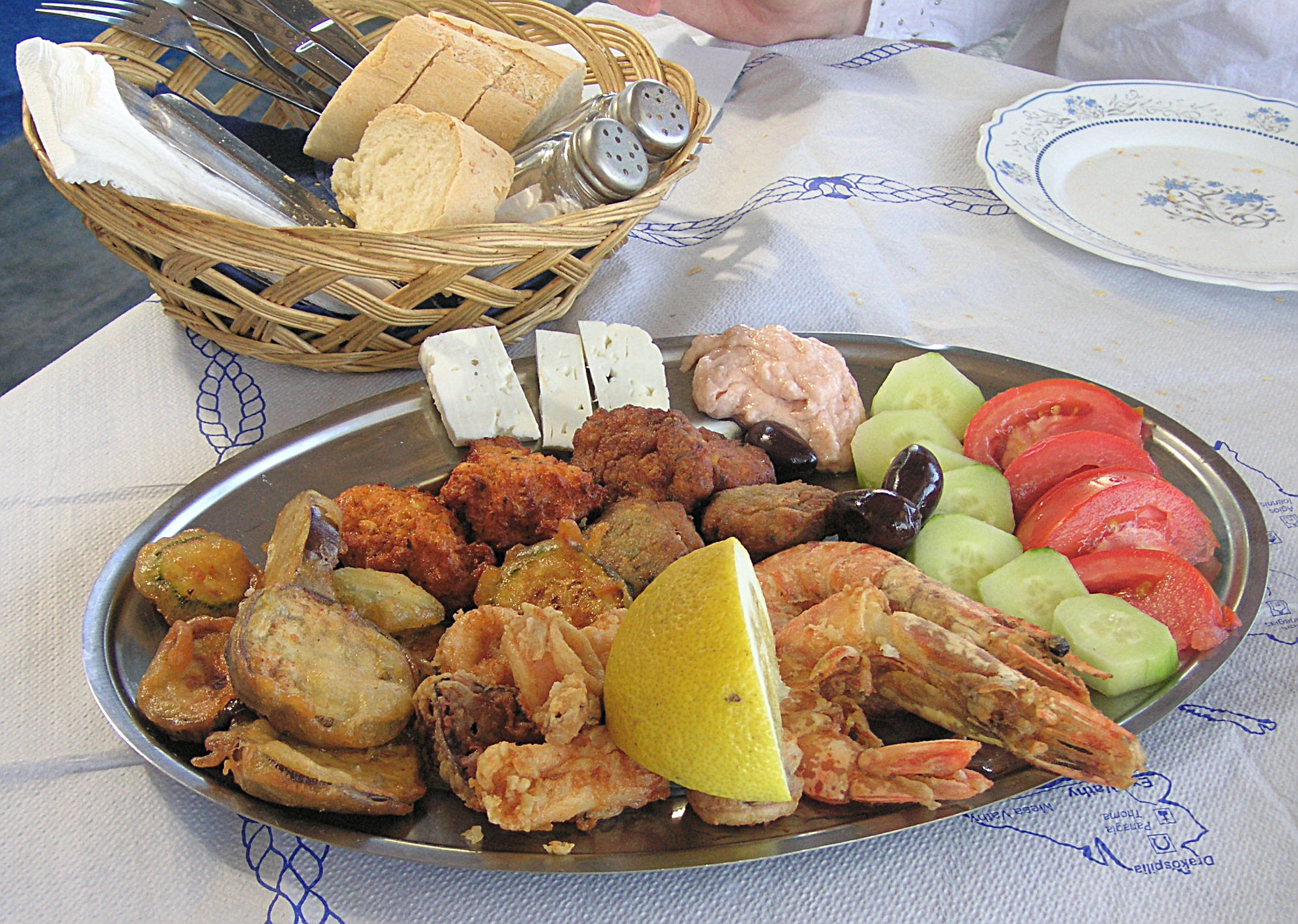
Pikilia grec.